# Lampanyctus pusillus
Lampanyctus pusillus is een straalvinnige vis uit de familie van lantaarnvissen (Myctophidae). De vis kan een lengte bereiken van 4 centimeter.

## Leefomgeving
Lampanyctus pusillus is een zoutwatervis. Hij leeft in diep water in de drie grootste oceanen van de wereld (Grote, Atlantische en Indische Oceaan), en in de Middellandse Zee, op een diepte tot 850 meter.